# Rîboten, Ohtîrka
Rîboten (în ucraineană Риботень) este un sat în comuna Cerneciciîna din raionul Ohtîrka, regiunea Sumî, Ucraina.

## Demografie
Componența lingvistică a localității Rîboten
     Ucraineană (100%)
Conform recensământului din 2001, toată populația localității Rîboten era vorbitoare de ucraineană (100%).